# 贫穷色情
贫穷色情（英語：Poverty porn），是指以任何形式的媒体，利用身处困境之人，博取人们的同情心，从而达到提升报纸销量、增加慈善捐款等特定目的的行为。 这个词也被用来批评那些为了娱乐上层阶级的观众而物化贫困者的电影。

## 慈善活动中
慈善中的贫穷色情备受争议，一些人批评它具有剥削色彩，而亦有人认为它能帮助组织实现目标。联合国儿童基金会和乐施会等慈善组织普遍通过描绘饥荒、贫困和儿童以博取同情，进而增加捐款数额。然而，部分人认为这一行为将募捐对象描绘为一个无能为力、完全依赖发达国家才能生存的形象，形成了刻板印象并扭曲了事实。 尼日利亚作家奇玛曼达·恩戈兹·阿迪契对此曾评论称：「问题不在于不真实，而在于不完整。它们让一个故事成为唯一的故事。」